# Kõverlaid

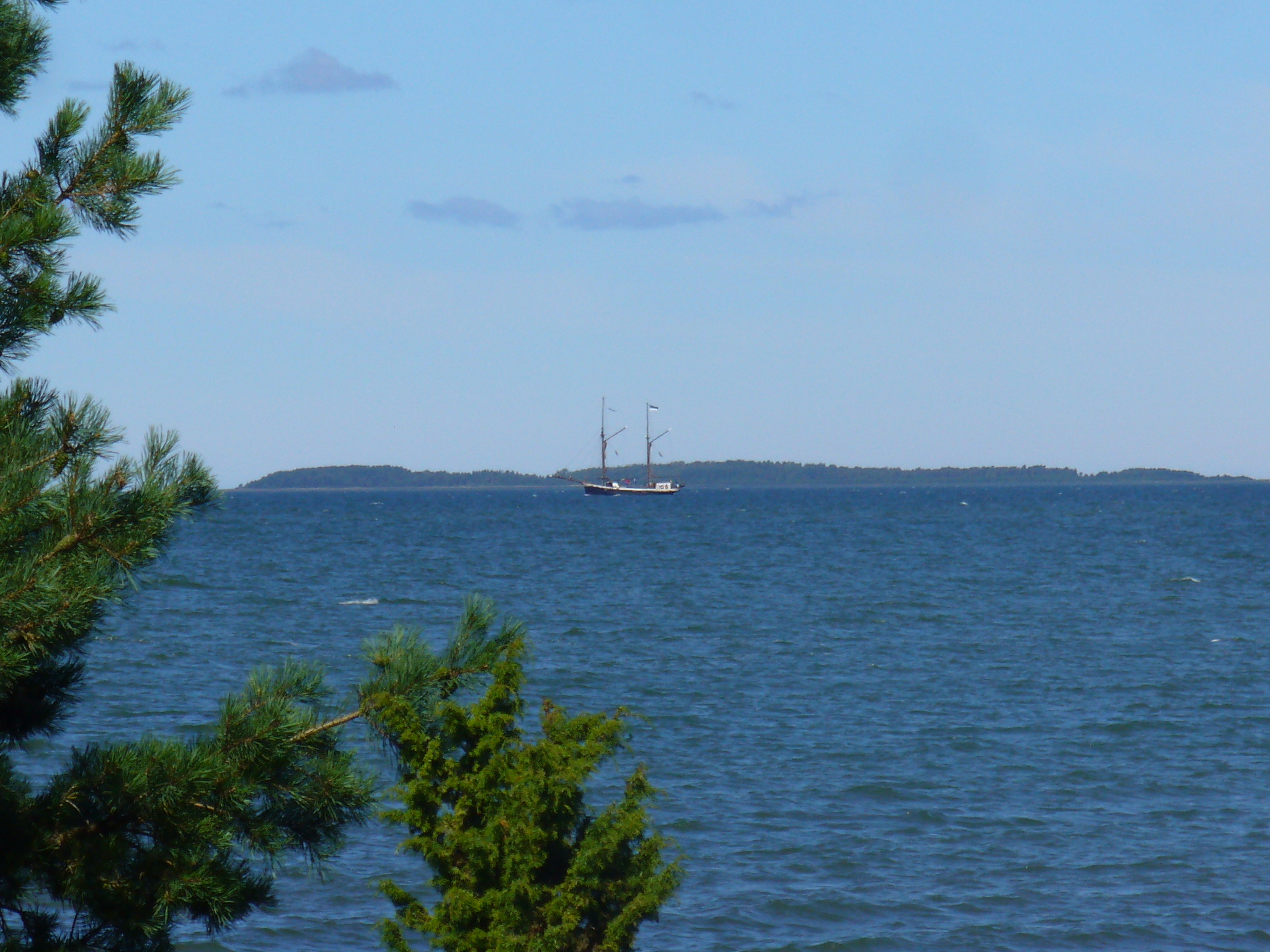
Kõverlaid.

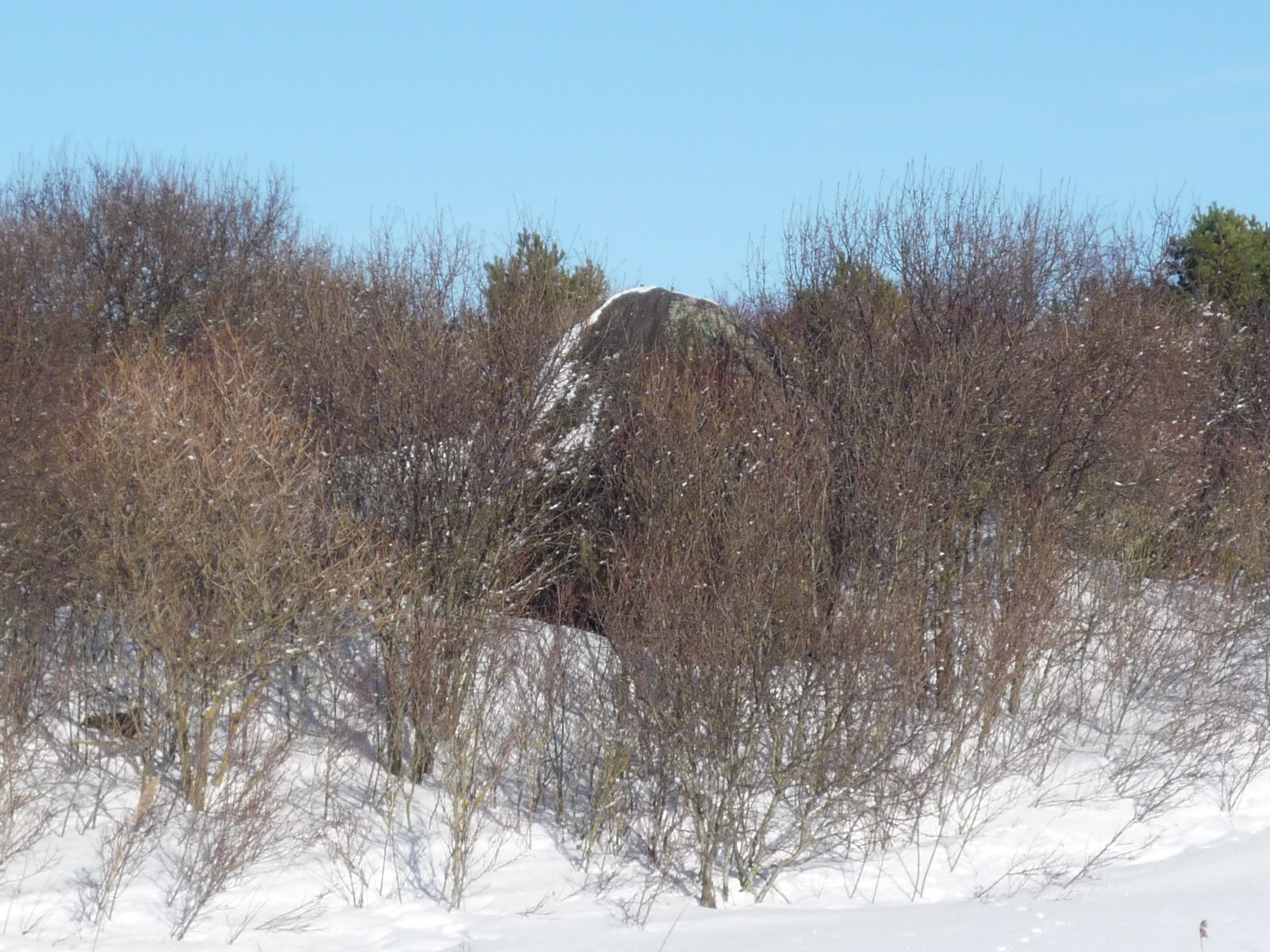
Sud de Kõverlaid.

Kõverlaid est une île de la mer Baltique d’une superficie de 20 hectares. L’île est située dans le comté de Hiiu en Estonie.
Kõverlaid fait partie de la Réserve naturelle des îlots de la région de Hiiumaa.

### Webographie
- « Les îles estoniennes », 2008 (consulté le 4 février 2012)
- « Les îles estoniennes », pays-baltes.fr (consulté le 4 février 2012)